# Оленегорски градски округ
Оленегорски градски округ (рус. Муниципальное образование городской округ город Оленегорск) општинска је административно-територијална јединица другог нивоа са статусом градског округа у централном делу Мурманске области, на крајњем северозападу европског дела Руске Федерације.
Административни центар округа је град Оленегорск.
Према проценама националне статистичке службе Русије за 2016. на територији округа живело је 29.709 становника, или у просеку око 16,64 ст/км², а по броју становника девето је најнасељеније подручје у области.

## Географија
Оленегорски градски округ смештен је у централном делу Мурманске области. Обухвата територију површине око 1.900 км² и по том параметру налази се на 10. месту међу административним јединицама у области. Округ се граничи са територијама Кољског рејона на северу, на истоку је Ловозерски рејон, на југоистоку и југу су Кировски и Апатитски округ, док је на западу територија Мончегорског округа.
Оленегорски округ се налази у нешто нижем подручју које је долином реке Коле, која пресеца његову територију на два дела, отворено ка Баренцовом мору. Река Кола уједно представља западну границу Кољског полуострва према континенталном делу Русије. Територија Оленегорског рејона налази се на развођу беломорског и баренцовог слива. Са Белим морем повезана је преко језера Имандре чији најсевернији део се налази на тлу округа, док се према Баренцовом мору одводњава преко реке Коле. Имандра је преко реке Курењге повезана са оближњим језером Пермус. Неких петстотињак метара западније од Пермуса налази се језеро Колозеро из ког отиче река Кола.
Оленегорски округ представља важно саобраћајно раскршће и преко његове територије пролази најважнији друмски и железнички правац руског севера, којим су повезани градови Санкт Петербург и Мурманск.

## Историја
Оленегорски градски округ као засебна јединица локалне самоуправе успостављен је „Законом о административној подели Мурманске области № 536-01-ЗМО”, од 1. децембра 2004. године.

## Демографија и административна подела
Према подацима са пописа становништва из 2010. на територији округа живело је укупно 30.021 становника, док је према процени из 2016. ту живело 29.709 становника, или у просеку око 16,64 ст/км². По броју становника Оленегорски округ се налази на деветом месту у области.
| 1959. | 1970. | 1979. | 1989. | 2002.  | 2010.  | 2016.   |
| ----- | ----- | ----- | ----- | ------ | ------ | ------- |
| ---   | ---   | ---   | ---   | 33.482 | 30.021 | 29.709* |

Напомена:* Према процени националне статистичке службе. 
У границама округа налази се пет насељенаих места. Једино градско насеље је град Оленегорск, административни центар округа у ком живи 21.100 становника. У границама округа налази се још и насељено место Високиј (6.860 становника), село Имандра и железнички пунктови Лапландија и Јагељниј Бор.
Према статистичким подацима са пописа 2010. основу популације у округу чинили су етнички Руси са око 89%, а најбројније мањинске заједнице су били Украјинци (5,1%) и Белоруси (1,8%).

## Привреда
На подручју округа налази се неколико значајних рудника руде железа, са концентрацијама железа у руди од преко 28%, са мањим примесама фосфора и сумпора. Најважнија компанија која се бави вађењем и прерадом железне руде је „Оленегорски рударско-топионичарски комбинат”.